# Кім Чон Хьон
Кім Чон Хьон  (кор. 김 종현, 21 липня 1985) — південнокорейський стрілець, олімпійський медаліст.

## Виступи на Олімпіадах
| Олімпіада   | Дисципліна                                     | Місце |
| ----------- | ---------------------------------------------- | ----- |
| Лондон 2012 | пневматична гвинтівка, 10 м                    | 17    |
| Лондон 2012 | дрібнокаліберна гвинтівка, 50 м, три положення | 2     |
| Ріо 2016    | гвинтівка лежачи, 50 м                         | 2     |
| Ріо 2016    | гвинтівка, 50 м, три положення                 | 16    |

## Зовнішні посилання
- Досьє на sport.references.com [Архівовано 2 жовтня 2015 у Wayback Machine.]

1. ↑  Olympedia — 2006.